# Погорельцы (Черкасская область)
Погорельцы (укр. Погорільці) — село в Черкасском районе Черкасской области Украины. До 19 июля 2020 года входило в состав Чигиринского района.
Население по переписи 2001 года составляло 146 человек. Почтовый индекс — 20925. Телефонный код — 4730.

## География
Село расположено в юго-восточной части области. На северо-западе село соседствует с селом Трушевцы, на юго-востоке с селом Красноселье, на западе с селами Медведевка и Замятница. Располагается в 44 километрах по прямой к юго-востоку от центра района Черкассы и в 15 километрах по прямой к северо-западу от центра общины Чигирина. Высота центра — 93 метра над уровнем моря.